# Real Sociedad Económica de amigos del País de Córdoba
La Real Sociedad Económica de Amigos del País de Córdoba fue una sociedad civil ilustrada que se fundó el 10 de marzo de 1779.

## Objetivos
Su objetivo principal fue promover el desarrollo económico y social de la sociedad cordobesa. Se mantuvo operativa de manera intermitente durante el siglo XIX, desapareciendo definitivamente en la década de los 20 en la ciudad de Córdoba.

## Fundación y primera época
Hombres destacados de la ciudad de Córdoba, entre otros el presbítero Gregorio Pérez Pavía, Bartolomé Basabrú, Blas Antonio de Cadenas y Diego de Bonrostro Carrasquilla decidieron fundarla al contemplar la situación en que se encontraban numerosos muchachos y jóvenes que mendigaban por la ciudad.
De esta manera convencieron a Pablo Tomás de Vidaurreta, Nicolás de Fuentes, Miguel Barcia, Andrés de Baena, Sebastián Alfonso de Lea y D. Bartolomé Baquerizo, a los que posteriormente se unen de manera voluntaria los señores Baylio, Marqués de la Vega, Pedro de la Cerca, Marqués de Guadalcázar, Damián de Castro y García y Eugenio Alfaro. Su primera medida fue la creación del Colegio para Niñas Educandas, Pobres y Desvalidas para poder dar un oficio digno de que sustentarse a niñas huérfanas o sin recursos mediante la confección de lienzos que posteriormente vendían. En el año 1803 se encargó al canónigo Manuel María de Arjona la confección de los Estatutos de esta Sociedad.
En 1810, bajo dominación francesa, y bajo iniciativa de afrancesados, la Sociedad amplió sus campos de la mera caridad a esferas más ambiciosas: la Historia, la Economía Política, la Química, las Nobles Artes, la Legislación Universal, la Agricultura, dividiéndose en secciones especializadas de población, agricultura y comercio entre otras. Posiblemente este carácter afrancesado próximo al liberalismo hizo que se expropiaran sus bienes por parte del Gobierno en años siguientes y su actividad quedó parada hasta entonces.

## Segunda época (1870)
Aunque el 2 de marzo de 1841 volvió a constituirse y quedó operativa, no será sino con la restauración monárquica de Alfonso XII (1875) cuando se doten de nuevos estatutos y se cree el Boletín mensual de la Sociedad. En esta época formaban parte de Sociedad prohombes como José F. de Trasobares, Julio de Eguilaz, Manuel Fernández Ruano, Rafael de la Sierra y Ramírez, Francisco de Borja Pavón, Juan de Dios de la Puente, Ángel Castiñeira o Rafael Romero de Torres
Su labor por la ciudad de Córdoba quedó patente en el impulso para la creación de la Escuela de Artes y Oficios, la Escuela Nocturna, la Escuela de Comercio y la Academia gratuita de Idiomas.